# Tvåfärgad gärdsmyg
Tvåfärgad gärdsmyg (Campylorhynchus griseus) är en sydamerikansk fågel i familjen gärdsmygar inom ordningen tättingar.

## Utseende och läte
Tvåfärgad gärdsmyg är en stor medlem av familjen med omisskännlig fjäderdräkt. Ovansidan är rostbrun och undersidan helt rent vit. På huvudet syns svart hjässa och tydligt vitt ögonbrynsstreck. Den relativt långa stjärten är vitspetsad. 

## Utbredning och systematik
Tvåfärgad gärdsmyg delas vanligen in i sex underarter med följande utbredning:
- Campylorhynchus griseus albicilius – tropiska norra Colombia till nordvästligaste Venezuela
- Campylorhynchus griseus zimmeri – Colombia (Huila och Tolima)
- Campylorhynchus griseus bicolor – Colombia (övre Río Magdalena, Santander och Boyacá)
- Campylorhynchus griseus minor – tropiska östra Colombia till norra Venezuela
- Campylorhynchus griseus pallidus – södra Venezuela (Amazonas)
- Campylorhynchus griseus griseus – östra Venezuela (norra Amazonas) till västra Guyana och nordligaste Brasilien

## Levnadssätt
Tvåfärgad gärdsmyg hittas i låglänta områden med öppet skogslandskap och buskiga miljöer. Den ses i par och små familjegrupper, ofta väl synligt hoppande fram i trädgårdar och gräsytor nära människan.

## Status
Arten har ett stort utbredningsområde och beståndet anses stabilt. Internationella naturvårdsunionen IUCN listar den därför som livskraftig (LC).